# آردشن
آردشن (به ترکی استانبولی: Ardeşen) شهری است در کشور ترکیه که در استان ریزه واقع شده‌است. جمعیت این شهر بر اساس سرشماری سال ۲۰۰۸ میلادی ۲۴٬۹۶۵ نفر و بر اساس برآوردهای سال ۲۰۰۹ میلادی ۲۳٬۱۶۸ نفر می‌باشد.